# جورقان
جورَقان شهری از توابع شهرستان همدان است و در ۳کیلومتری شهر همدان در کنار جاده همدان-تهران واقع شده است.

## زبان
مردم این شهر به زبان فارسی و ترکی آذربایجانی سخن می‌گویند.

## وجه تسمیه
مردم محلی وجه تسمیه جورقان را از گوران یعنی قوم گوران از تبار گاوبارگان یا از گوروان بر گرفته از (گورآهوان) می‌دانند و چون قبل از تشکیل گوروان کل منطقه تالاب بزرگ وپر آبی بوده است که از نشانه‌های می‌توان قرق نزدیک شهر وشاه قرق که در پشت زندان الوند کنونی قرار دارد اشاره کرد و دارای سه منطقه قشلاقی سر سبز و بکر به نام‌های گمار قشلاقی، سولیجه و قزلجه بوده است شاهان و درباریان برای شکار گور به ایجا می‌آمدند و تعداد زیادی گور شکار می‌کردند به همین این منطقه به گوروان (به معنی محلی که دارای تعداد زیادی آهو در آن روان هستند) یا گورآهوان (به معنی محل شکار آهو شهرت داشته است) از دیگر وجه تسمیه‌هایی که مردم به آن اشاره می‌کنند نام آوروان است (یعنی منطقه‌ای که آب در آن همواره روان بوده است) که این نام توسط طایفه‌هایی که از به منطقه ای کوچ و ساکن شدن آن‌ها کنار رودخانه پرآب قره چای گرفته شده است به مرور زمان به گوروان تغییرشکل یافته است و برخی دیگر بر این باورند که نام گوروان بر گرفته از کلمه گاوداران است و در زمان حکومت کریم خان زند تعدادی از درباریان به همراه قاسم خان به منطقه جوروان آمده و آن‌ها با تعداد زیادی گاو به این منطقه مهاجرت کرده‌اند به دلیل در چرا بودن گاوهای زیاد در آن به گاوروان شهرت داشته است و به مرور زمان به نام گوروان تغییر یافته است و آخرین نام‌های آن جوروان که از کلمه جوروان (به معنی منطقه‌ای که محصول جو آن مانند زر زرد می‌باشد) ونام جورقان فعلی است که مردم منطقه ریشه آن را بر گرفته از کشیدن جور خون نفراتی از اربابان که درگیری با مردم روستا با سر نپذیرفتن حق اربابی و ظلم می‌دانند.

## وضعیت کنونی
شهر جورقان از اتصال طایفه‌ای که به این منطقه کوچ کرده‌اند تشکیل شده است و منطقه دیگری ا که در جنب قنات کریز و فرودگاه قرار دارد محل نگهداری افرادی بوده که به بیماری جذام مبتلا بوده‌اند. به گفته محلی‌ها که در کنار رودخانه قرار داشته بر اثر سیل ویران شده و امتداد سد خاکی کنونی محل قرار داشته است و مردم پس ویرانی روستا درزمین‌های بالاتر از رود قره چای و منطقه شهری فعلی ساکن شده‌اند و مردم نیز پس از تخریب روستایشان در منطقه جورقان کنونی ساکن شده‌اند. جورقان دارای سه قنات به نام‌های خلفه کریز، کله بر (یعنی قناتی که شدت آب آن به قدری بوده که کله یک گاو را با خود می‌برده) و قنات پری جان و۸ آسیاب که ۵ عدد از آن‌ها توسط قنات‌ها کار می‌کرده‌اند و چرخ آسیاب ۳تای دیگر نیز به وسیلهٔ آب قره چای می‌چرخیده و آثار اندکی نیز از آن‌ها باقی مانده است. از آثار تاریخی شهر جورقان می‌توان به پل تاریخی اوچ گز و ۳ کوره تولید آجردستی قدیمی با سوخت گیاهی کارمی‌کرده‌اند و ۹ دودکش اجری قدیمی به ارتفاع ۶۰متر اشاره کرد.
اشتغال مردم این شهر تولید آجر فشاری بوده که بیش از ۸۰ کوره آجرپزی به شکل هوفمن (معروف به کورهٔ هوفمن) فعالیت دارند.